# ARA General Belgrano (1898)
El General Belgrano fue un crucero acorazado de la Armada Argentina, construido en Italia, que formaba parte de la clase Giuseppe Garibaldi italiana. Este buque recibió el nombre del general Manuel Belgrano, militar argentino de origen italiano, héroe de la guerra de la Independencia Argentina y creador de la bandera nacional en 1812.

## Construcción y entrega
El crucero acorazado fue construido en el Cantiere navale Fratelli Orlando, en Livorno, donde su casco fue puesto en grada en 1896 y botado el 25 de julio de 1897.
Fue comprado, en 1898, por el gobierno de Argentina, empeñado en un conflicto con Chile.
Tras las pruebas de maquinaria y de la artillería, entró en servicio el 8 de octubre de 1898, zarpando el mismo día de su puerto consigna de Génova, al mando del Capitán de fragata Emilio Barilari; arribando a su destino en Mar del Plata, el 6 de noviembre del mismo año.

## Historia operacional

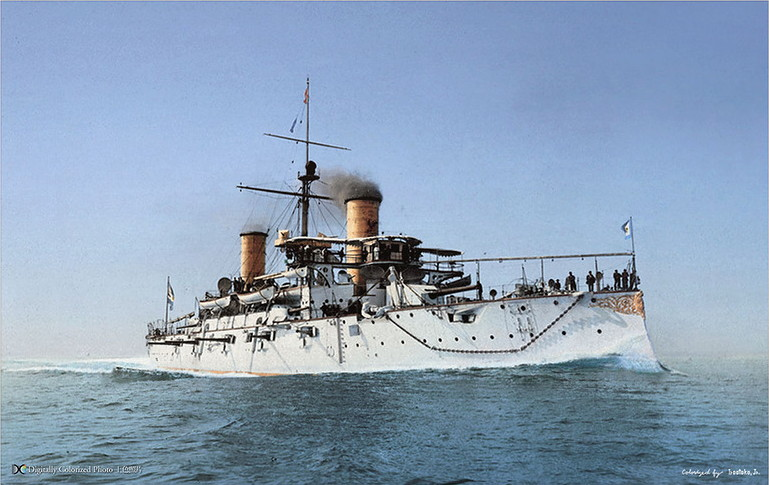
Imagen coloreada del General Belgrano en altamar.

Finalizado el conflicto con Chile, el 20 de enero de 1899 embarcó al Presidente de Argentina Julio Argentino Roca y al Presidente de Chile Federico Errázuriz Echaurren para la firma del tratado de paz. Tras visitar Santa Cruz, Río Gallegos, Puerto Haberton y Ushuaia, arribó el 15 de febrero de 1899 a Punta Arenas donde los dos presidentes firmaron el tratado de paz entre los dos estados.
En 1902 fue puesto en reserva y después de ser dotado, en 1907, de aparato telegráfico, fue nuevamente alistado en la escuadra en 1908. En 1912, fue dotado de aparato radiotransmisor. 
En 1927 se le iniciaron trabajos de modernización en la base naval de Puerto Belgrano, pero antes de finalizar esta modernización, partió para Europa visitando Génova, del 7 al 16 de octubre, donde la tripulación asistió a la inauguración de un monumento al General Belgrano. Después, visitó España y, nuevamente, volvió a Génova para continuar los trabajos de modernización, entre ellos la conversión de sus calderas para consumir nafta, la instalación de un nuevo mástil y modificaciones en su artillería.
Al término de esta modernización, el 25 de octubre de 1929 parte para Argentina arribando a Buenos Aires el 24 de noviembre siguiente.
En 1933 es clasificado como guardacostas y en diciembre del mismo año es enviado al Mar de Plata para ser destinado a depósito y buque de apoyo a sumergibles.
El 8 de mayo de 1947, tras 50 años de servicio, es dado de baja. Remolcado a Buenos Aires, es desguazado en Riachuelo.